# Nico Minardos

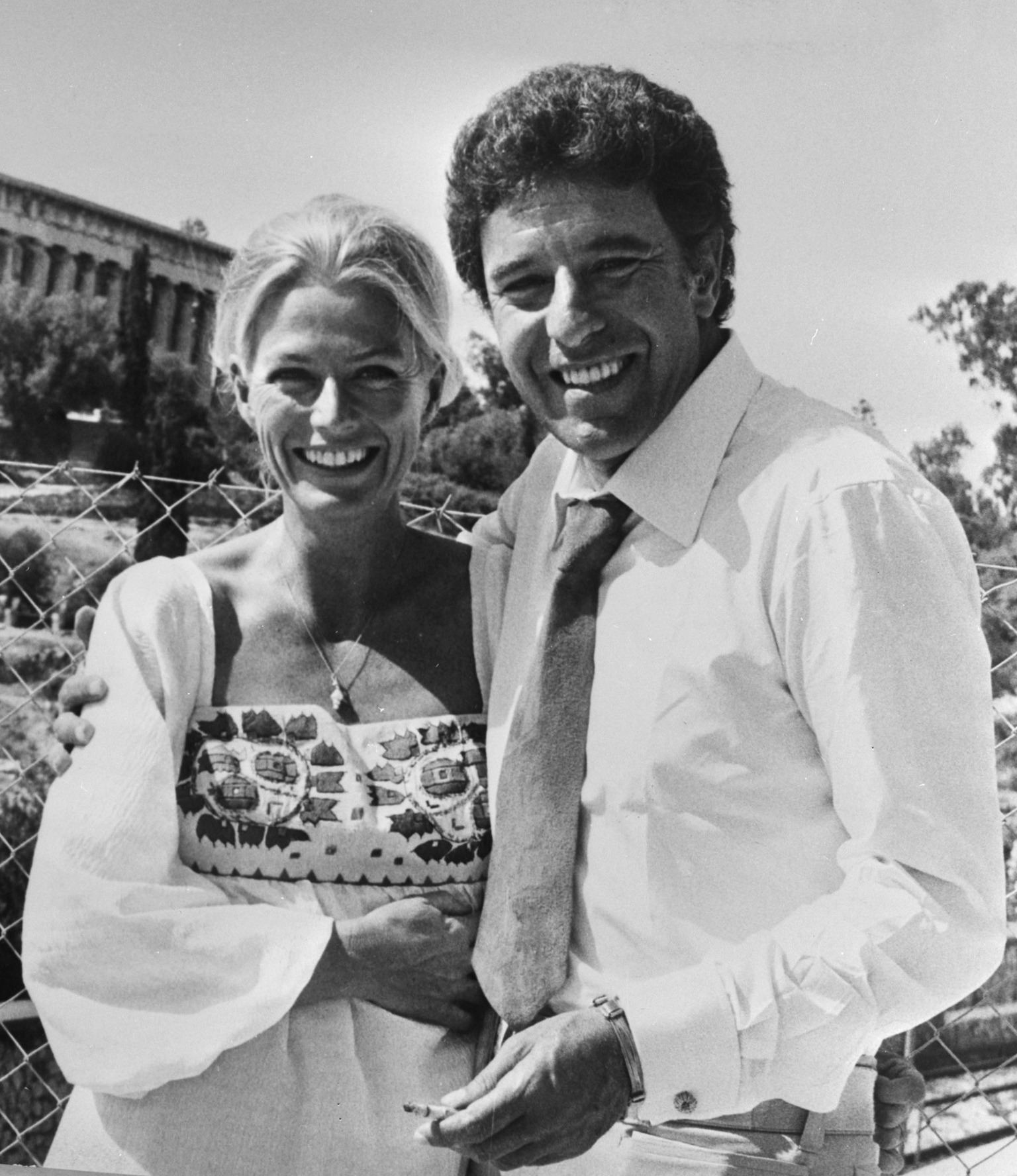
Nina van Pallandt und Nico Minardos, 1974

Nico Minardos (griechisch Νίκος Μινάρδος Nikos Minardos; * 15. Februar 1930 in Pangrati, Athen, Griechenland; † 27. August 2011 in Woodland Hills, Kalifornien) war ein griechisch-US-amerikanischer Schauspieler.

## Leben
Minardos wuchs in Griechenland auf, studierte an der Sorbonne und schloss an der UCLA ab. 1952 debütierte er, unter Vertrag bei 20th Century Fox, im Film Monkey Business neben Cary Grant und Marilyn Monroe. Zahlreiche Rollen in Filmen, aber hauptsächlich für das Fernsehen entstanden in den über dreißig Jahren anschließender Aktivität. Typischerweise als Südländer besetzt, spielte er oftmals Gastrollen in Serien, aber auch in Abenteuer- und Actionfilmen. Nach einem Auftritt in einer Episode von Simon & Simon beendete er 1986 seine schauspielerische Karriere. 1966 war bei Dreharbeiten zu einem Fernsehfilm in Peru sein Kollege Eric Fleming bei einer Kanu-Szene ertrunken, bei der Minardos sich mit Mühe retten konnte. 1977 hatte er Assault on Agathon auch produziert.
1986 war Minardos, der zwei Mal verheiratet war, aufgrund von Geschäftsverbindungen zu Adnan Khashoggi in die Iran-Contra-Affäre verwickelt. Owen Prell drehte die Dokumentation Finding Nico 2010 über ihn.

## Filmografie (Auswahl)
- 1952: Liebling, ich werde jünger (Monkey Business)
- 1970: Kanonen für Cordoba (Cannon für Cordoba)
- 1973: Barnaby Jones (Fernsehserie, 1 Episode)
- 1977: Assault on Agathon (auch Produktion)
- 1986: Simon & Simon (Fernsehserie, 1 Episode)